# Trou Caïman
Trou Caïman (plaatselijk ook Eau Gallée genoemd) is een ondiep zoetwatermeer in het Haïtiaanse departement Ouest. Het ligt ten noordoosten van de plaats Croix-des-Bouquets. Het is omgeven door rijstvelden en met melde begroeide vlaktes.
Het staat bekend als een goede plaats voor vogelaars. Er leven flamingo's, reigers en ibissen. Ook wordt het meer het gehele jaar door aangedaan door valken en smellekens.